# Västerbo Highflyer
Västerbo Highflyer, född 15 maj 2008 i Heby i Uppsala län, är en svensk varmblodig travhäst. Han tränas av Daniel Redén från 2013.
Västerbo Highflyer började tävla i september 2011 och inledde karriären med fyra raka segrar. Han har till juli 2017 sprungit in 5 miljoner kronor på 74 starter varav 23 segrar, 18 andraplatser och 6 tredjeplatser. Han tog karriärens hittills största seger i Jämtlands Stora Pris (2017). Andra större segrar är Klass I-final (feb 2013) och Bronsdivisionens final (sept 2013). Han har även kommit på andraplats i Åby Stora Pris (2015), Gulddivisionens final (sept 2015) och Sweden Cup (2017) samt på tredjeplats i Årjängs Stora Sprinterlopp (2016). Västerbo Highflyer gjorde sin sista start den 25 juni 2018 i Kalmar.